# Gare de Font-Romeu-Odeillo-Via
La gare de Font-Romeu-Odeillo-Via est une gare ferroviaire française de la ligne de Cerdagne (voie métrique), située sur le territoire de la commune de Font-Romeu-Odeillo-Via, dans le département des Pyrénées-Orientales en région Occitanie.
C'est une gare de la Société nationale des chemins de fer français (SNCF) desservie par le Train Jaune, train TER Occitanie spécifique pour la ligne de Cerdagne.

## Situation ferroviaire
Établie à 1 533 mètres d'altitude, la gare de Font-Romeu-Odeillo-Via située au point kilométrique (PK) 34,925 de la ligne de Cerdagne (voie métrique), entre les gares de Bolquère - Eyne et de Estavar.

## Service des voyageurs

### Accueil
Gare SNCF, elle dispose d'un bâtiment voyageurs, avec guichet, ouvert tous les jours.
Elle est devenue une Smart Station, permettant l'ouverture et la fermeture automatisée des bâtiments afin de permettre aux voyageurs de s'abriter des intempéries.

### Desserte

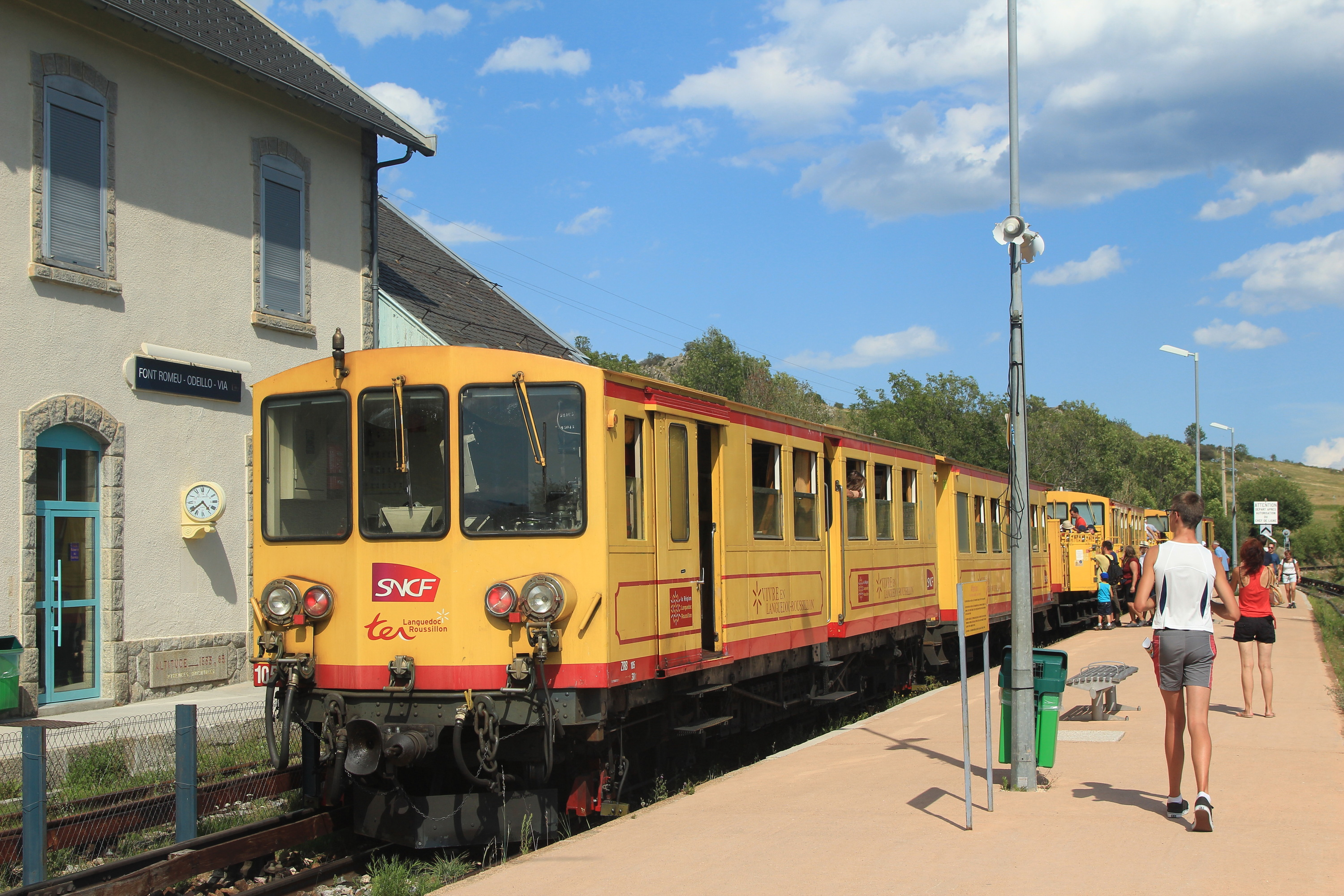
Train à quai en période estivale.

Font-Romeu-Odeillo-Via est desservie par des trains TER Occitanie (Train Jaune) qui effectuent des missions entre les gares de Villefranche - Vernet-les-Bains et de Latour-de-Carol - Enveitg.

### Intermodalité
Un parking pour les véhicules est aménagé.